# Шаховской, Пётр Иванович
Князь Пётр Ива́нович Шаховско́й (1848 — 1919) — отставной капитан 1-го ранга, член III Государственной думы от Тульской губернии.

## Биография
Православный. Родился 26 мая 1848 года. Из древнего княжеского рода Шаховских. Сын князя Ивана Яковлевича Шаховского (1820—1859), отставного подпоручика, осташковского уездного предводителя дворянства в 1851—1853 годы и Екатерины Петровны урождённой Шамшевой.
Окончил Морской кадетский корпус (1867), выпущен гардемарином. Вскоре перешел в Гвардейский экипаж, командовал яхтою «Стрельна».
В 1890 году вышел в отставку в чине капитана 1-го ранга. Поселился в своем имении Тульской губернии, посвятил себя ведению хозяйства и общественной деятельности. Избирался гласным Ефремовского уездного и Тульского губернского земских собраний, почетным мировым судьей по Ефремовскому уезду. Состоял членом правления Санкт-Петербургского общества портовых зерноподъемников и складов. Был выборщиком в 1-ю и 2-ю Государственные думы.
В 1907 году был избран членом III Государственной думы от Тульской губернии. Входил во фракцию умеренно-правых, с 3-й сессии — в русскую национальную фракцию. Состоял членом комиссии по исполнению государственной росписи доходов и расходов, товарищем председателя, затем председателем комиссии по государственной обороне, а также докладчиком этих комиссий.
Умер в 22 декабря 1919 года в Одессе.

## Семья

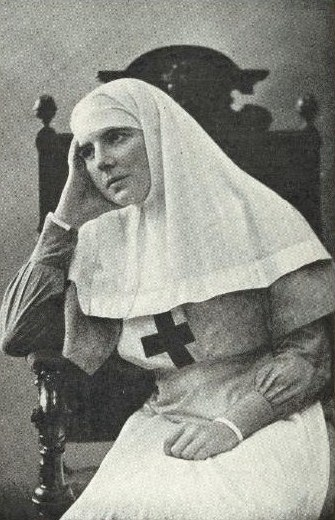
Татьяна Фёдоровна Шаховская, ур. Крузе

Был женат на Анастасии Яковлевне Бахтеяровой (21.12.1847—5.09.1923, Берлин). Их дети:
- Яков (1878—1920), окончил Николаевский кадетский корпус в 1897 г. и Павловское военное училище в 1899 г. Офицер Батуринского пехотного полка, затем перешёл в лейб-гвардии Преображенский полк. Капитан 1-го Сибирского стрелкового полка. В 1918 году служил секретарем и казначеем Рязанской поверочной палаты мер и весов. Арестован 24 августа 1919 года, в заключении в Покровском концлагере в Москве, в октябре 1919 переведён во Владыкинский лагерь, где умер в 1920[2].
- Иван (1881—1926), чиновник Морского ведомства, коллежский советник, в звании камер-юнкера, в эмиграции во Франции[3]. Был трижды женат; первая жена Зинаида Андреевна Искрицкая (1881-1947), сестра М. А. Искрицкого, развод; вторая жена (с 1912) — баронесса Татьяна Фёдоровна Крузе (1889—после 1916), брак закончился разводом. Шаховская была горячей почитательницей Распутина. По словам современника, красивую княгиню Распутин звал «душкой», она же «целовала у него руки и ноги». В 1914 году ездила на фронт с первым санитарным отрядом Красного Креста сестрой милосердия; третья жена Елена Дмитриевна Пухлякова (1892—1978)[4].
- Анастасия (1881—1968), замужем с 1901 за Михаилом Андреевичем Искрицким, членом Государственной думы от Черниговской губернии.
- Александра (1889—1972), замужем с 1917 за Родионом Сергеевичем Булацелем (ум. 1943); в эмиграции во Франции.